# 狩野山雪

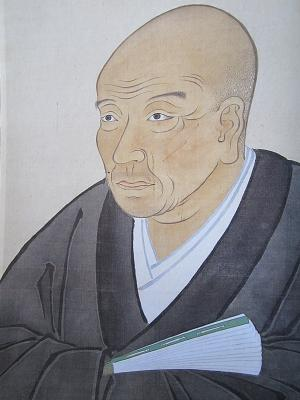
狩野山雪像（伝木村香雪筆、京都国立博物館蔵）

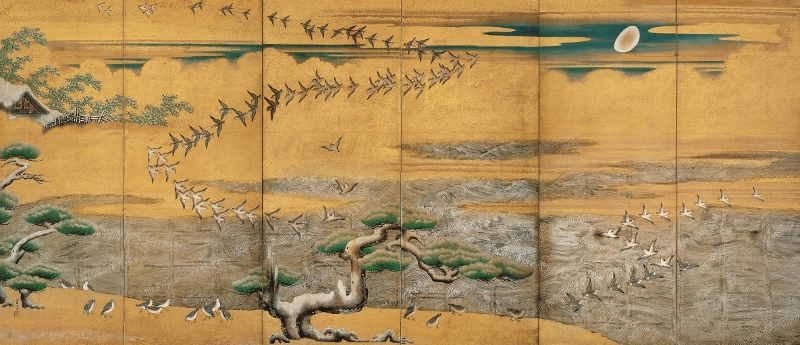
雪汀水禽図（左隻）

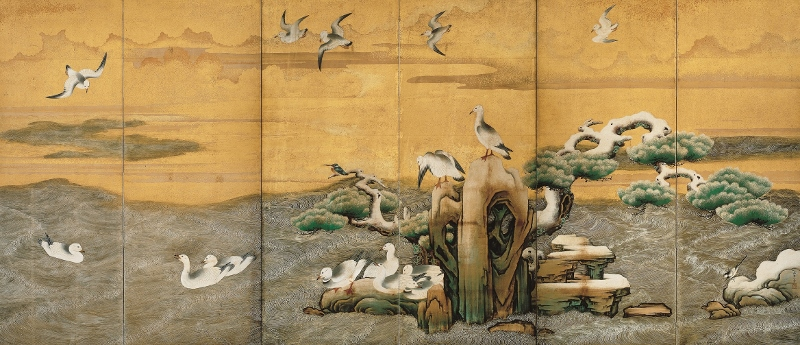
雪汀水禽図（右隻）

狩野 山雪（かのう さんせつ、天正18年（1590年） - 慶安4年3月12日（1651年5月1日））は、江戸時代初期の狩野派の絵師。京狩野の画人狩野山楽（光頼）の婿養子で後継者。本姓は秦氏。諱は光家。号は「蛇足軒」「桃源子」「松柏山人」。息子は狩野永納。垂直や水平、二等辺三角形を強調した幾何学的構図で知られる。

## 略歴
九州肥前国に生まれる。実父は肥前国の千賀道元。母は松浦氏出身。幼名は彦三。父に従い大阪に移り住むが、慶長10年（1605年）に父と死に別れる。彦三に画才があることを知っていたらしい叔父の僧は、当時豊臣氏の絵師として活躍していた狩野山楽に弟子入りさせる。その頃の彦三は、山楽が狩野永徳の門人となったと同じ年頃であり、おそらく山楽は自分の境遇に近い彦三に同情して、その内弟子にしたと思われる。弟子となった彦三は次第に頭角を表したらしく、山楽の長男・光教が早世すると代わりに後継者となる。那波活所に送った「西湖十景図扇面画」から、遅くとも元和5年（1619年）までには山楽の娘・竹の婿となり、名も平四郎と改め、狩野姓を授けられた。山雪の号を名乗った時期は不明だが、遅くとも30代半ばには用いていたと推定される。また、縫之助とも称した事が知られている。正保4年（1647年）九条幸家の命により、東福寺所蔵の明兆筆三十三身観音像の内、欠けていた2幅を補作、その功績により法橋に叙せられる。
ところがその2年後の慶安2年（1649年）9月、揚屋（あがりや、未決囚を入れる牢屋）に収容される。理由は長く不明であったが最近の研究により、山楽の次男で山雪にとっては義弟である狩野伊織が起こした金銭トラブルが原因であり、山雪はそれに巻き込まれたことが判明した。伊織は、山雪の名を偽って借金を作り揚屋に入れられ、山雪は最初は自分は無関係としていた。しかし、京都所司代板倉重宗は、伊織はたしかに山雪の弟で、義弟の借金を返さず揚屋に入れたままにするのは不届きだとし、山雪に速やかに借金を返し、伊織の代わりに揚屋に入るのを命じた。その後、山楽の代から強い繋がりがあった九条幸家ら九条家の尽力によって、山雪は出獄することが出来たようだが、この時の心労が祟ってか、慶安4年（1651年）62歳で亡くなった。墓は、京狩野代々の墓がある泉涌寺（拝観不可）。
山雪は孤独を好み、蔵書家で学者としての側面を持ち、絵画史研究を行った。山雪の子・狩野永納が著した『本朝画史』は日本絵画史の基本史料として知られるが、山雪の草稿を永納が完成させたものである。

## 代表作

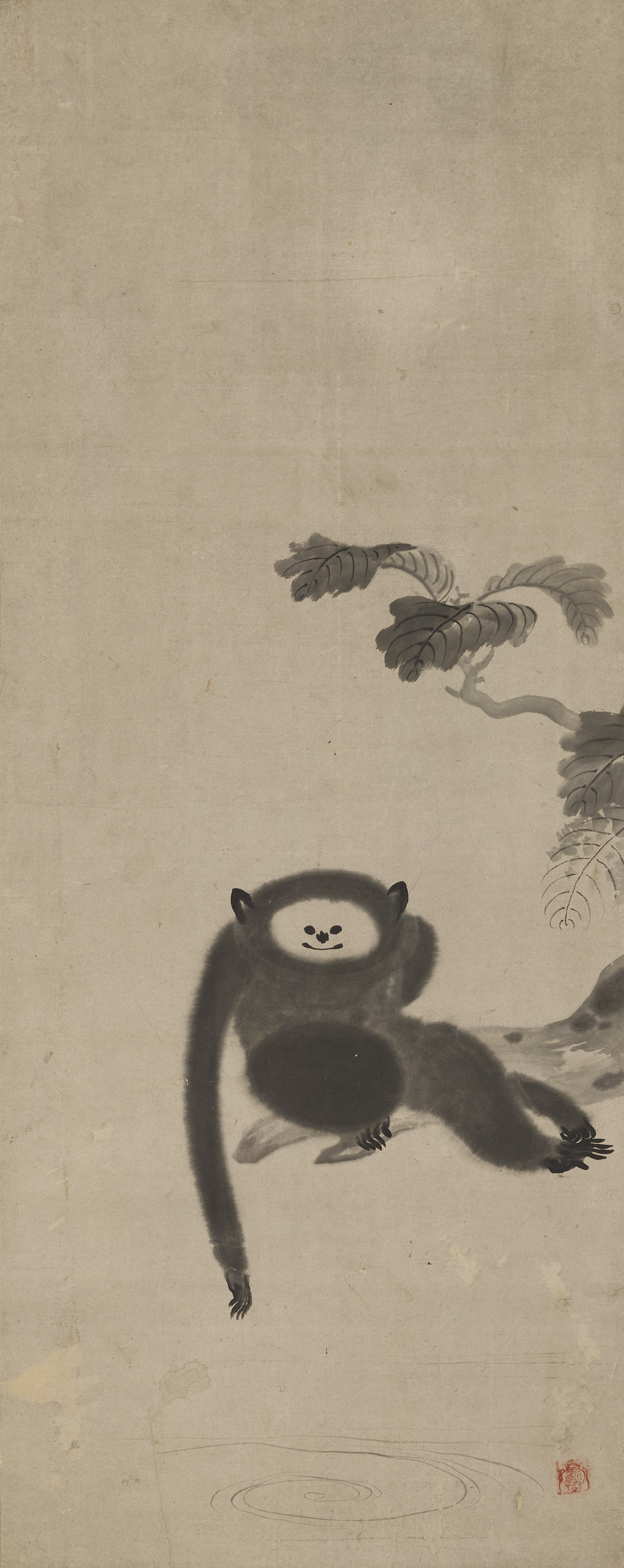
猿猴図

- 天球院襖絵 （京都・妙心寺天球院） 1631年　重要文化財
- 桂春院襖絵「松に三日月図」（旧仏間壁貼付） （京都・桂春院） 1632年
- 歴聖大儒像 （東京国立博物館15幅・筑波大学6幅） 紙本著色 1632年 林羅山の依頼で描いた
- 繁馬図絵馬 （京都・清水寺） 板地著色 1637年　重要文化財[4]。
- 藤原惺窩閑居図 （根津美術館） 1幅 紙本淡彩 1639年
- 老梅図襖絵 （メトロポリタン美術館） 4面 紙本金地著色 1647年　旧妙心寺塔頭天祥院襖絵
- 群仙図襖絵 （ミネアポリス美術館） 4面 紙本金地著色 1647年　旧妙心寺塔頭天祥院襖絵
- 蟠龍図天井画 （京都・泉涌寺） 板地淡彩 1647年8月
- 雪汀水禽図屏風 （個人蔵） 六曲一双 紙本着色 重要文化財　京都国立博物館寄託
- 蘭亭曲水図屏風 （京都・随心院） 八曲二双 紙本金地著色 重要文化財　京都国立博物館寄託
- 洛外名所図屏風 （京都国立博物館） 六曲一双 紙本金地墨画
- 明皇・貴妃図屏風 （京都国立博物館） 六曲一隻
- 富士三保松原図 （静岡県立美術館） 紙本墨画金泥引 六曲一双屏風
- 夏冬月夜山水図屏風 （個人蔵）
- 住吉社頭・須磨明石図 （彦根城博物館） 六曲一双
- 龍虎図屏風 （個人蔵） 六曲一双 紙本著色
- 四季耕作図屏風 （東京芸術大学大学美術館） 八曲一双
- 四季耕作図屏風 （個人蔵） 六曲一双
- 四季耕作図 （滋賀・大通寺） 襖絵八面
- 寒山拾得図 （京都・真正極楽寺） 1幅 紙本墨画　重要文化財
- 紫宸殿賢聖図巻 （個人蔵） 1巻 絹本著色
- 長恨歌絵巻（アイルランド、チェスター・ビーティ図書館）

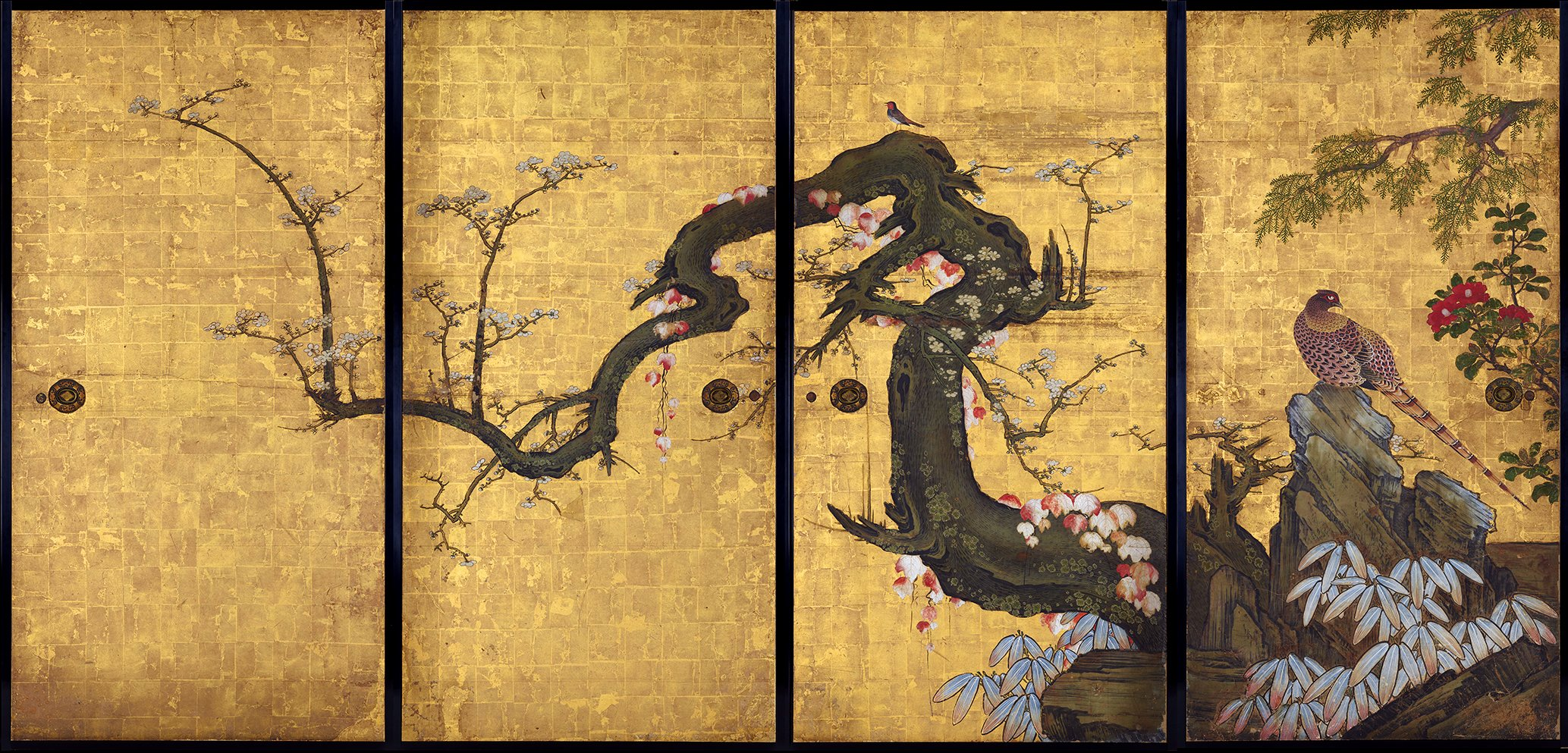
梅花遊禽図襖絵（1631年、妙心寺天球院）
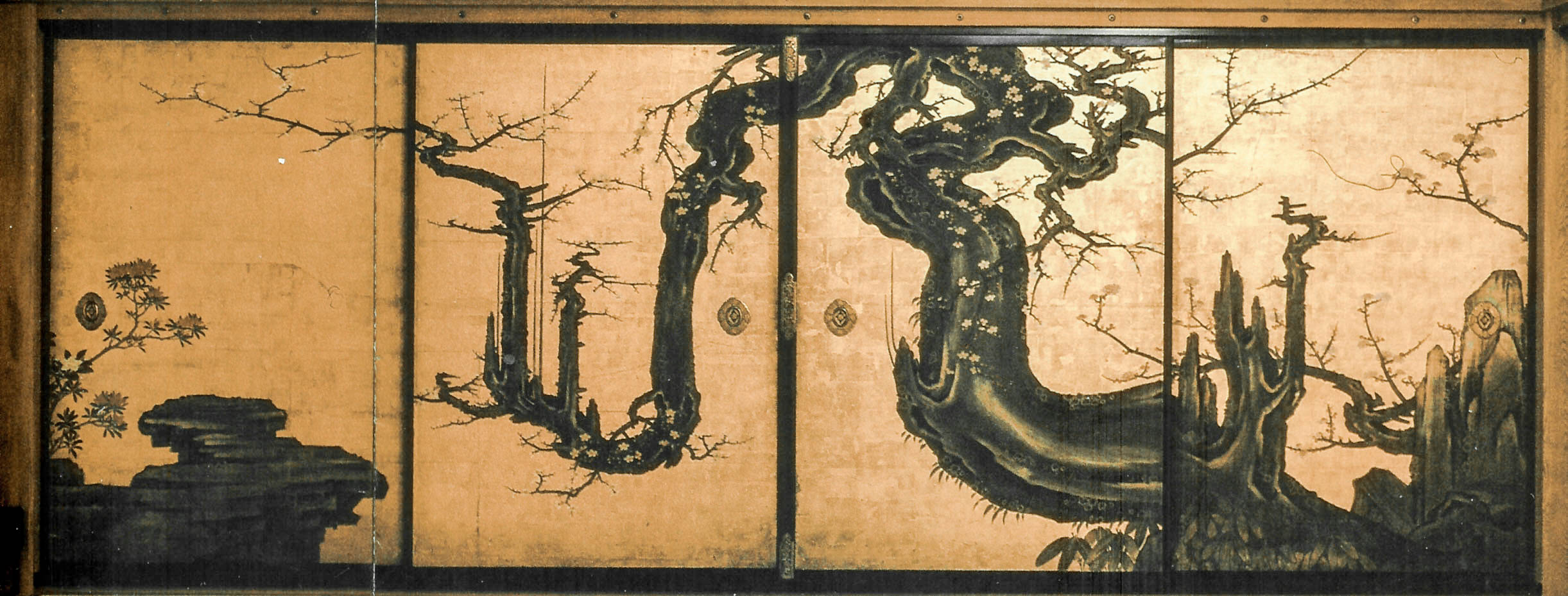
老梅図（メトロポリタン美術館）
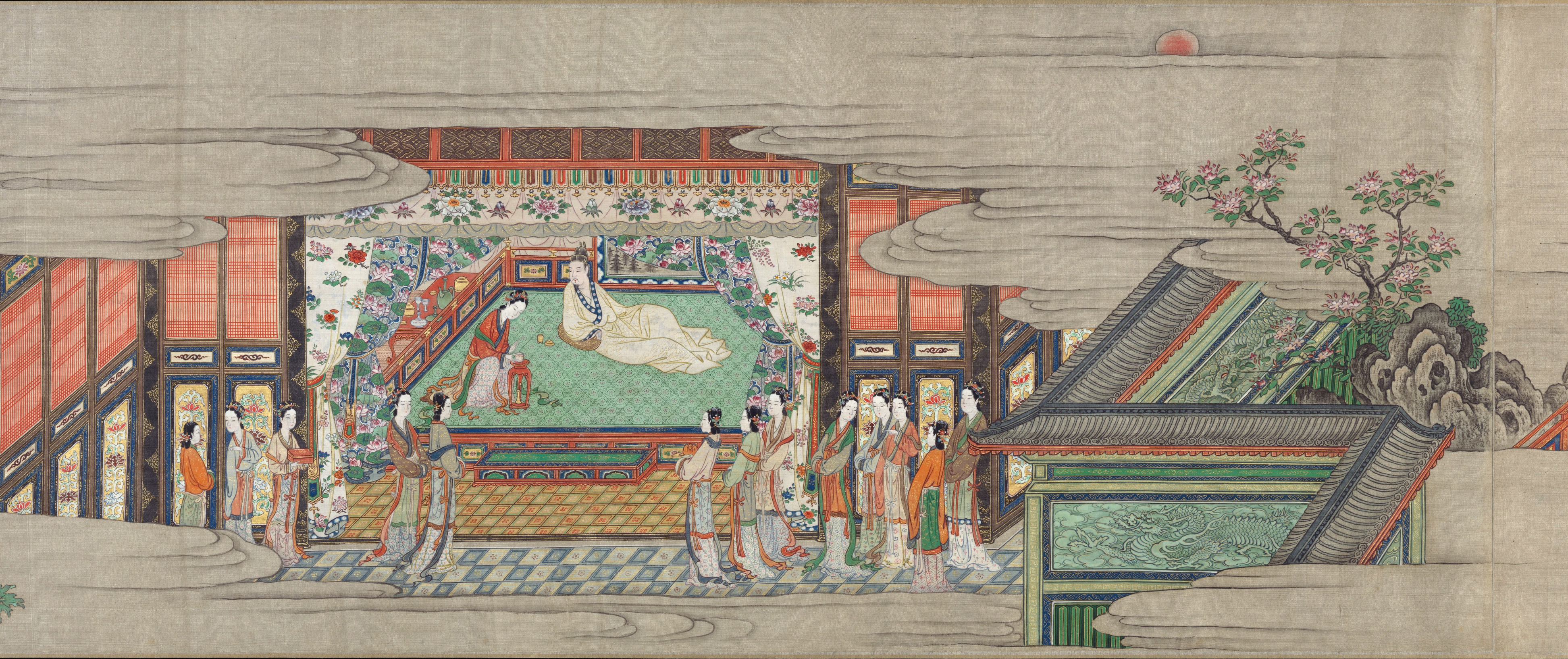
長恨歌絵巻（部分）（チェスター・ビーティー・ライブラリィ）

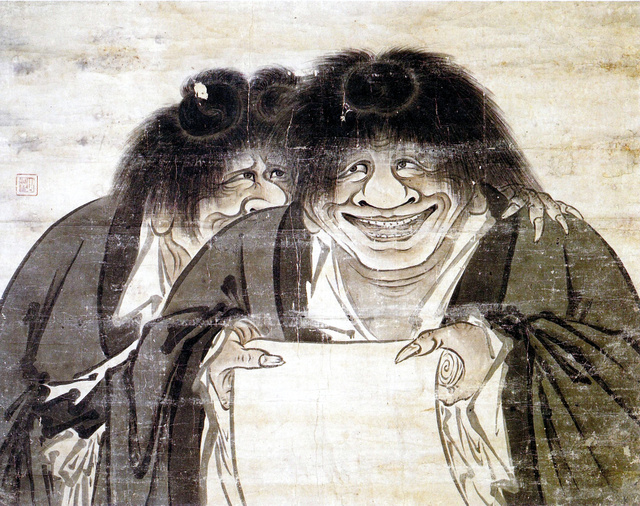
寒山拾得図（真正極楽寺）
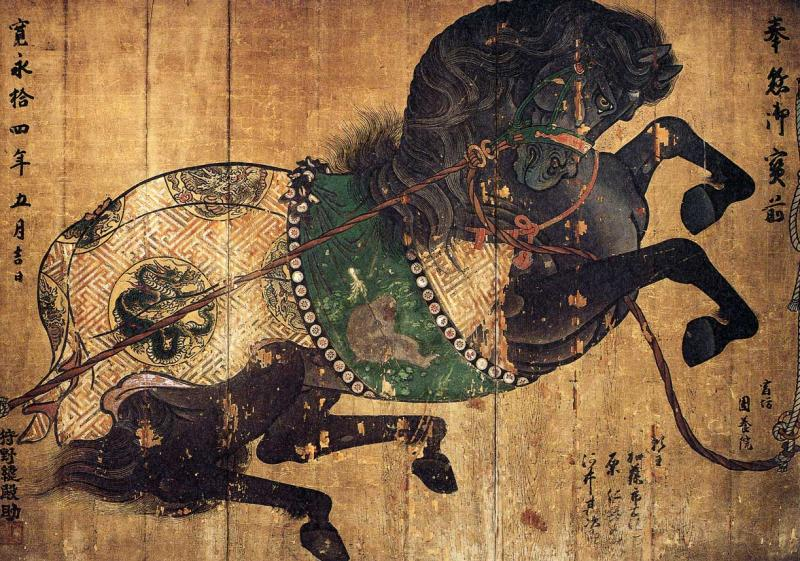
繋馬図（絵馬）（清水寺）
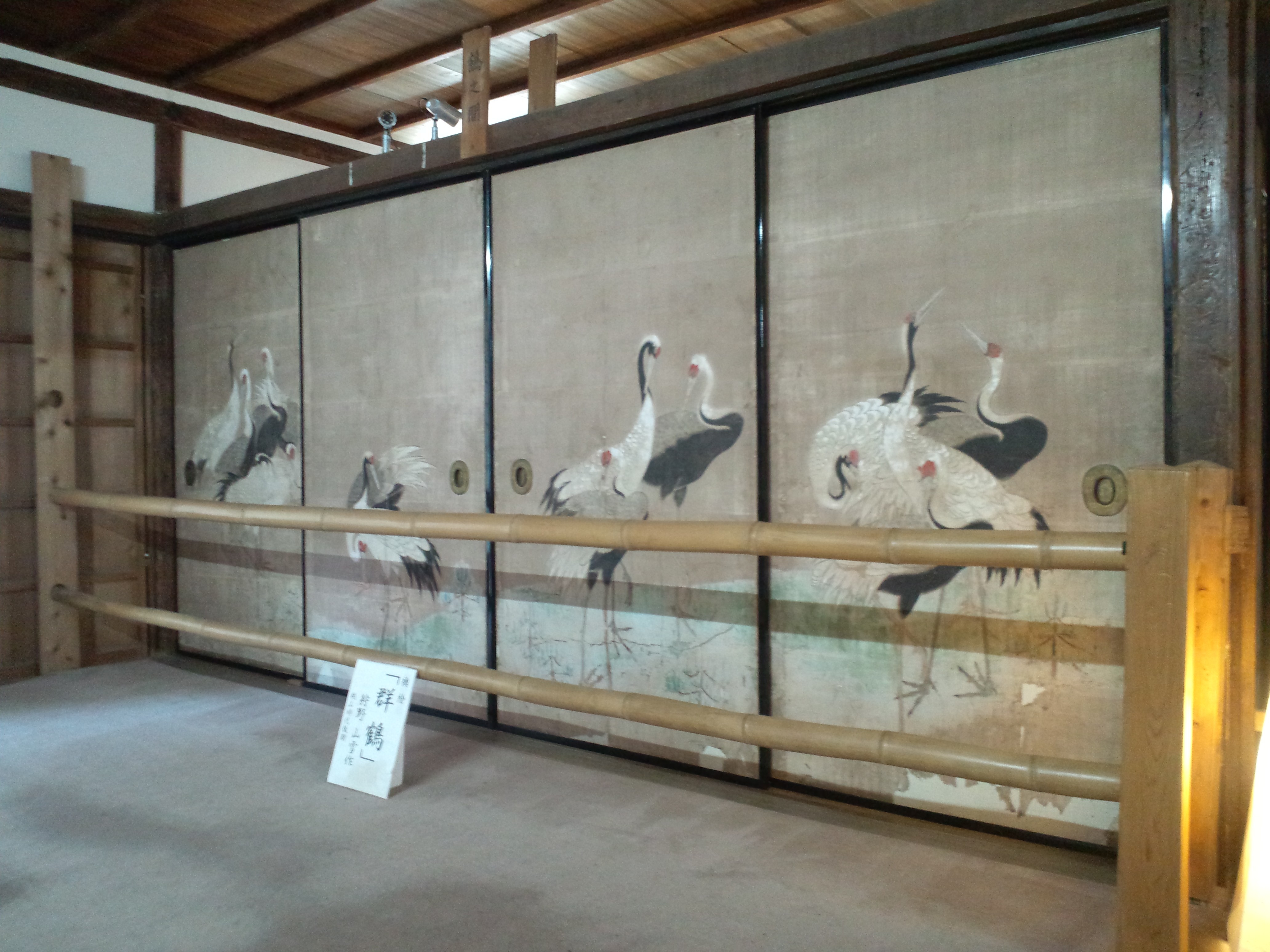
「群鶴」（奈良県吉野町・吉水神社）
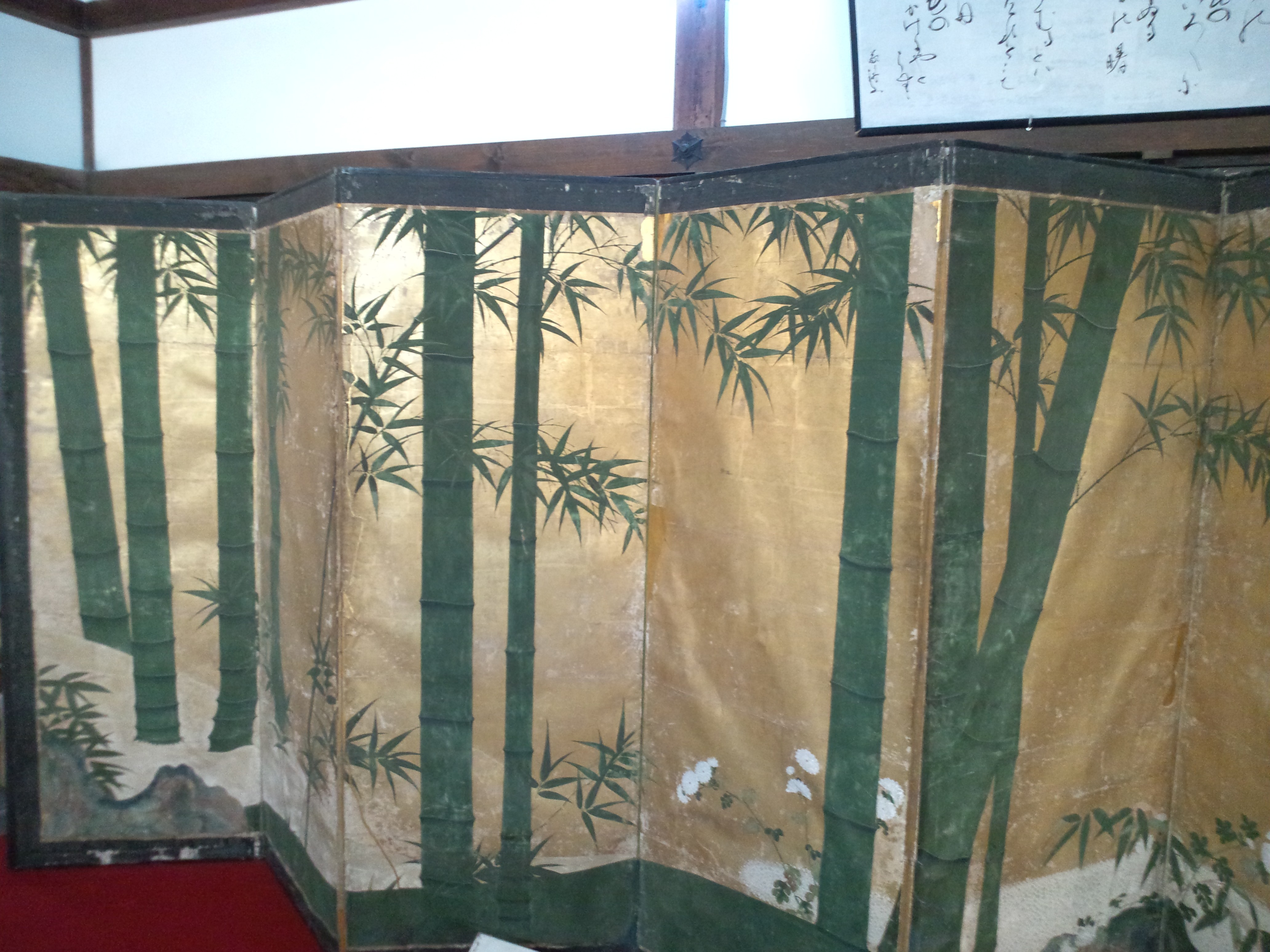
「竹の図」（吉水神社）

## 参考資料
- 土居次義編 『日本の美術172 山楽と山雪』 至文堂、1980年。
- 五十嵐公一 『京狩野三代の生き残り物語 山楽・山雪・永納と九条幸家』 吉川弘文館、2012年12月。ISBN 978-4642079143
- 山下善也 奥平俊六 五十嵐公一執筆 『特別展覧会 狩野山楽・山雪』展図録、京都国立博物館 毎日新聞社企画・編、2013年。
- 山下善也『狩野探幽・山雪　悉く新意を出し、狩野氏を一変す』 ミネルヴァ書房〈ミネルヴァ日本評伝選〉、2022年2月。ISBN 978-4623093489